# Syncarpia
Syncarpia es un pequeño género de árboles con tres especies en la familia Myrtaceae. Son nativoas de Queensland y de Nueva Gales del Sur en Australia. Son inusuales entre las Myrtaceae en las que las hoja son opuestas y en este género están alternas.

## Especies
- Syncarpia glomulifera
- Syncarpia hillii
- Syncarpia verecunda